# Megachile nelsoni
Megachile nelsoni là một loài Hymenoptera trong họ Megachilidae. Loài này được Mitchell mô tả khoa học năm 1936.